# Etheostoma sanguifluum
Etheostoma sanguifluum är en fiskart som först beskrevs av Cope, 1870.  Etheostoma sanguifluum ingår i släktet Etheostoma och familjen abborrfiskar. Inga underarter finns listade i Catalogue of Life.